# ويندي شال
ويندي شال (بالإنجليزية: Wendy Schaal)‏ (ولدت في 2 يوليو 1954) هي ممثلة وممثلة صوتية أمريكية، وهي ابنة الممثل الأمريكي ريتشارد شال والممثلة الأمريكية فاليري هاربر.

## وصلات خارجية
- ويندي شال على موقع IMDb (الإنجليزية)
- ويندي شال على موقع ميتاكريتيك (الإنجليزية)
- ويندي شال على موقع روتن توميتوز (الإنجليزية)
- ويندي شال على موقع ألو سيني (الفرنسية)
- ويندي شال على موقع تيرنر كلاسيك موفيز (الإنجليزية)
- ويندي شال على موقع أول موفي (الإنجليزية)
- ويندي شال على موقع قاعدة بيانات الأفلام السويدية (السويدية)
- ويندي شال على موقع إن إن دي بي (الإنجليزية)
- ويندي شال على موقع قاعدة بيانات الفيلم (الإنجليزية)
- ويندي شال على موقع كينوبويسك (الروسية)

- ويندي شال في قاعدة بيانات الأفلام على الإنترنت.
- ويندي شال في ميموري ألفا.